# 翁文灝
翁 文灝（おう ぶんこう）は、中華民国・中華人民共和国の地質学者・政治家。国際的にも優れた地質学者であり、また、憲政期の中華民国政府で初代行政院長を務めた。字は詠霓・永年。号は君達。なお従弟の翁文波も地質学者・物理学者として著名である。

## 事績

### 地質学者として
祖父の翁歩雲は清朝の内閣中書を務めた人物である。翁文灝は、1902年、13歳で秀才となり、1906年（光緒32年）に上海の震旦学院でフランス語・数学等を習得する。1908年（光緒34年）、ヨーロッパに留学し、ベルギーのルーヴェン・カトリック大学に入学して、地質学（特に岩石学）を専攻した。1912年（民国元年）、中国史上初の地質学博士となった。
帰国後は北京政府で地質学の専門家として各職を歴任し、1921年（民国10年）、丁文江の後任として農商部地質調査所長に就任した。その翌年には、中国地質学会副会長に就任している。1924年（民国13年）、北京大学・清華大学で教授となった。その後も、国内各地で実地調査を進め、地質学・鉱物学・地震学・地理学等の様々な分野において多くの論文・著作を発表した。1934年（民国23年）には中国地理学会の初代会長に選出された。さらに、国際地質学会でも副会長を務めたほか、海外の大学からさまざまな栄誉を受賞している。

### 国民政府の政治家として
1932年（民国21年）、蔣介石の招聘を受けた翁文灝は、蔣介石のために国内鉱物資源分布等について教授する。翁文灝の才識に賛嘆した蔣介石は、1935年（民国24年）12月、翁文灝を行政院秘書長に起用した。さらに、翁文灝は国際的な交友関係を生かして、欧州各国の経済界首脳と様々な交渉を担当している。
日中戦争（抗日戦争）期には、翁文灝は国民政府経済部部長に任じられ、さらに資源委員会主任委員、工鉱調整処処長、戦時生産局局長などの実業部門主管を歴任した。翁文灝率いる資源委員会の専門家たちは、中国国内の生産や資源配分等の後方支援で大いに活躍している。1938年に翁文灝は中国国民党に加入し、1945年（民国34年）5月、翁文灝は中国国民党の中央執行委員に選出された。さらに行政院副院長にも任命されている。
日中戦争終結後の1946年（民国35年）6月に中国石油公司が設立されると、翁文灝が董事長兼総経理に就任した。1948年（民国37年）5月、蔣介石が総統に選出されると、翁文灝が行政院長に昇格した。なお翁文灝は、中華民国憲法施行（「行憲」）後としては、初代の行政院長である。
翁文灝は国共内戦下での経済混乱の収拾に努力した。しかしその規模は、もはや翁文灝にも如何ともし難い水準にあった。金円券発行などの様々な施策も空しく、同年11月、混乱収拾を成し得なかった責任を取り、翁文灝は行政院院長を辞任した。同年12月、翁文灝は中国共産党から国民党政権における43人の戦犯の1人として指名されている。1949年（民国38年）2月、翁文灝は代理総統李宗仁により総統府秘書長に再起用された。しかし、政務への意欲はもはや無かった。

### 晩年
国民党敗北直前の同年10月、翁文灝はフランスへ去り、後にアメリカへ向かった。しかし1950年冬、毛沢東・周恩来の招聘を受けて、翌年3月に帰国している。帰国後は戦犯として罪を問われることもなく、国民政府時代と同様に専門家として優遇された。中国国民党革命委員会（民革）中央常務委員、第2期から第4期の中国人民政治協商会議全国委員会委員等を歴任している。また、地質学界に復帰して研究にも専念した。1971年1月27日、北京で病没。享年83（満81歳）。

## 著作
- 『中国鉱産誌略』農商部地質調査所、1919年
- 『中国鉱法要義』1920年
- 丁文江共著『鉱政管見』1920年
- 丁文江共著『中華民国新地図』
- 『錐指集』地質図書館、1930年
- 丁文江・曽世英共編『中国分省新図』申報館、1939年
- 『華北の侵蝕及堆積現象』（和訳：菅野一郎訳、華北産業科学研究所華北農事試場験場、1942年）
- 『甘粛地震考』
- 『地震』

他多数。